# (4849) Ardenne
(4849) Ardenne (1936 QV) – planetoida z pasa głównego asteroid okrążająca Słońce w ciągu 3,44 lat w średniej odległości 2,28 j.a. Odkryta 17 sierpnia 1936 roku.